# ВІА Гра
«ВІА Гра» — український музичний гурт, створений 3 вересня 2000 року у Києві. Вважався одним із найуспішніших проєктів 2000-х років.
Гурт записав п'ять студійних альбомів: три з яких отримали золотий статус у Росії, перший англомовний альбом отримав платиновий статус у Таїланді та золотий у Гонконзі й Тайвані; випущено понад 30 радіосинглів та відеокліпів. «ВІА Гра» є лауреатом багатьох музичних премій, таких як «Золотий диск», «Золотий грамофон», «Премія Муз-ТВ» та інші.
Музичний продюсер гурту — композитор Костянтин Меладзе; співпродюсер — український бізнесмен Дмитро Костюк (2000—2011 роки).
Пік популярності гурту прийшовся на 2003 рік. На той момент учасницями «ВІА Гри» були Ганна Сєдокова, Надія Грановська та Віра Брежнєва. Журналісти і шанувальники гурту традиційно називають цей склад «золотим», тобто «класичним», найсильнішим за думкою музичних критиків, популярним і творчо плідним[джерело?].
2003 року гурт презентував дебютний англомовний альбом Stop! Stop! Stop!, де варіант назви колективу був представлений як «V.I.A. „Gra“». Отримавши погрозу судового позиву від американської фармацевтичної компанії Pfizer, що випускає Силденафіл (більш відомий, як «Віагра») за плагіат (співзвучність), керівництво Sony Music змінило англомовну назву на «Nu Virgos».
23 травня 2025 року Костянтин Меладзе повідомив про остаточне закриття гурту, випустивши останню пісню «Galileo», в записі якої взяли участь Уляна Сінецька і Софія Тарасова.

## Історія

### 1999—2000
Ідея створення проєкту належить продюсеру Дмитру Костюку. На той момент він володів одним із найпопулярніших музичних телеканалів на українському телебаченні — «БІЗ-TV». Пізніше Дмитро Костюк зізнався, що на створення жіночого попгурту його підштовхнула популярність таких проєктів, як Блестящие (Росія) і Spice Girls (Велика Британія). Співпродюсером і композитором до проєкту запросили Костянтина Меладзе, який на той момент працював музичним продюсером на телеканалі Костюка.

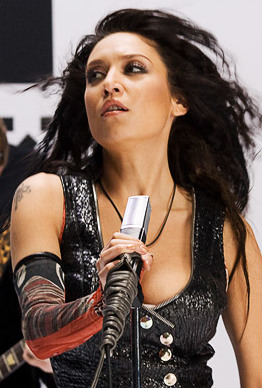
Альона Вінницька

Першою учасницею гурту стала Альона Вінницька, яка на той момент працювала телеведучою на «БІЗ-TV». Узяти участь у проєкті її запросив Дмитро Костюк. Після перших кастингів до гурту відібрали ще дві дівчини — Юлію Мірошниченко і Марину Кащину. Було записано кілька пісень і вже почалися зйомки першого кліпу на пісню «Попытка № 5», але через низку причин Дмитро Костюк і Костянтин Меладзе вирішили закрити проєкт.
Через деякий час продюсери повернулися до ідеї створення поп-гурту. Після проходження кастингу до Альони Вінницької додали Надію Мейхер. Основною вокалісткою гурту обрали Вінницьку. Пісні перезаписали, кліп — перезняли. Проєкт отримав назву «ВІА Гра», що була запропонована Дмитром Костюком. Однак до офіційного старту проєкт мав назву «Серебро».

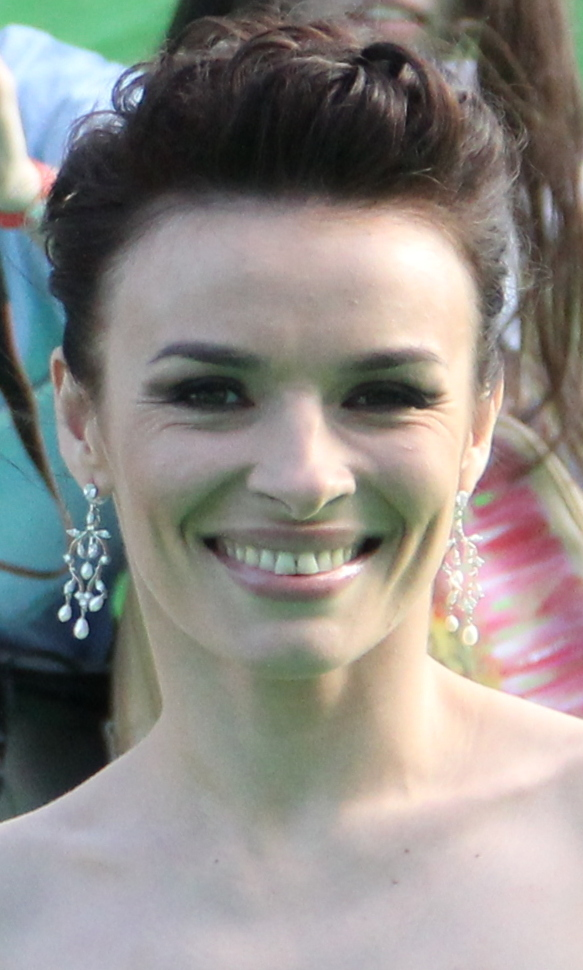
Надія Мейхер

Офіційно назва гурту виглядає, як: ВІА — це абревіатура, що розшифровується як «вокально-інструментальний ансамбль»; Гра від українського слова «гра». Також існує думка, що назва гурту пов'язана з прізвищами солісток: ВІ — початок прізвища «Вінницька»; А — перша літера імені «Альона»; Гра — початок прізвища «Грановська» (у складі гурту Надія Мейхер була відома, як Надія Грановська).

### 2000—2002
Прем'єра дебютного кліпу на сингл «Попытка № 5» відбулася 3 вересня 2000 року на телеканалі «БІЗ-TV». Пісня справила враження, одразу стала «візитівкою» гурту, займала вищі ланки українських музичних хіт-парадів. Сингл здобув такі премії, як: «Золотий Грамофон», «Стопудовий хіт», «Золота Жар-птиця». Відеокліп було нагороджено премією «Золота Гиря».
Протягом 2000 року в репертуар гурту увійшло сім пісень. Дебютний концерт відбувся 20 грудня 2000 року в Дніпропетровську на сцені міського «Льодового палацу». Концерт зібрав приблизно 4 тис. глядачів.
Гурт брав участь у преміях, концертних програмах, зйомках авторитетних видань. За цей час відзняли ще три кліпи — «Обними меня», «Я не вернусь» і «Бомба». Гурт також брав участь у зйомках мюзиклу «Вечори на хуторі біля Диканьки».
31 серпня 2001 року "ВІА Гра"уклали контракт із Sony Music Entertainment, в якому прописано випуск п'яти альбомів. 27 вересня того ж року вийшов дебютний альбом «Попытка № 5», до якого увійшли всі 11 пісень, що були в репертуарі гурту, а також кілька реміксів на них. Презентація альбому відбулася 2 жовтня у московському клубі «Луксор». Після випуску альбому гурт вирушив у гастрольний тур.

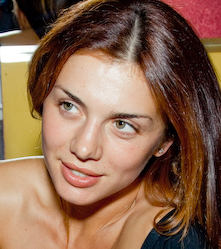
Анна Сєдокова

На початку 2002 року Надія Грановська була вагітна. Для того, щоб заповнити втрату учасниці, терміново оголосили кастинг. У групу взяли професійну модель із Санкт-Петербурга Тетяну Найнік. Але не встигли дівчата розпочати роботу, як продюсери ухвалили рішення збільшити склад учасниць до трьох осіб. До групи запросили дівчину, яка спочатку мала бути у складі разом із Оленою Вінницькою та Надією Грановською — Анну Сєдокову. У травні 2002 року відбулася прем'єра кліпу «Стоп! Стоп! Стоп!», режисером якого став Семен Горов. У пісні вперше вокальні партії були виконані не лише Оленою, а й новенькою Анною. 23 травня у московському концертному залі «Росія» група була представлена на премію «Овація» у номінації «Найкращий виконавець молодіжної танцювальної музики». У липні було перевидано альбом «Спроба № 5», куди ввійшли ремікси на вже наявні композиції, а також нова робота гурту "Стоп! Стоп! Стоп! ". 20 липня гурт виступив у Вітебську на міжнародному конкурсі «Слов'янський базар».

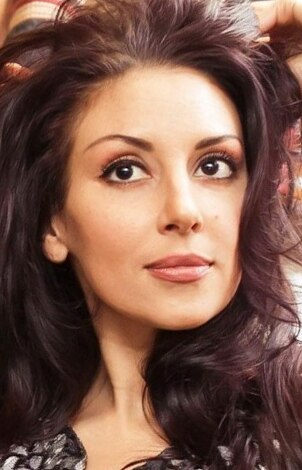
Тетяна Найнік

12 вересня закінчилися зйомки кліпу на пісню «Good morning, тату!». Ознаменувалася ця подія поверненням до гурту Надії Грановської, таким чином у кліпі знялися відразу чотири солістки. Незабаром відеокліп зайняв перший рядок в «Українській двадцятці» телеканалу MTV. Через деякий час після знімання відео продюсери дійшли висновку, що двом брюнеткам не місце в одному гурті. Так, Тетяна Найнік покинула «ВІА Гра». Пізніше вона неодноразово погано відгукувалася про продюсерів і внутрішній устрій гурту. Перед відходом Тетяни колектив дав кілька концертів у складі чотирьох осіб, але через конфлікт із Тетяною продюсери колективу відмовлялися визнавати існування квартету.
14 і 15 жовтня пройшли зйомки заставки каналу «MTV Росія», за сценарієм якої «ВІА Гра» мали пограбувати банк. У листопаді колектив у складі Олени Вінницької, Тетяни Найнік та Анни Сєдокової з'явився на обкладинці російського видання чоловічого журналу Maxim. Гурт взяв участь у цілій низці російських розважальних шоу: «Принципі доміно», «Великому пранню» і «Тотальному шоу». Раніше, на одному тільки російському MTV «ВІА Гра» взяли участь у програмах «VIP-каприз», «Банзай!», «12 злісних глядачів», «Стиліссімо» та «Папараці». 1 січня 2003 року на українському телебаченні вийшов мюзикл «Попелюшка», в якому учасниці групи зіграли трьох іноземних принцес, та виконали разом із Вєркою Сердючкою пісню «Я не поняла».
За підсумками 2002 року гурт визнала «Проривом року» російська премія ZD Awards, а пісня «Стоп! Стоп! Стоп!» удостоїлася премії «Пісня року-2002».

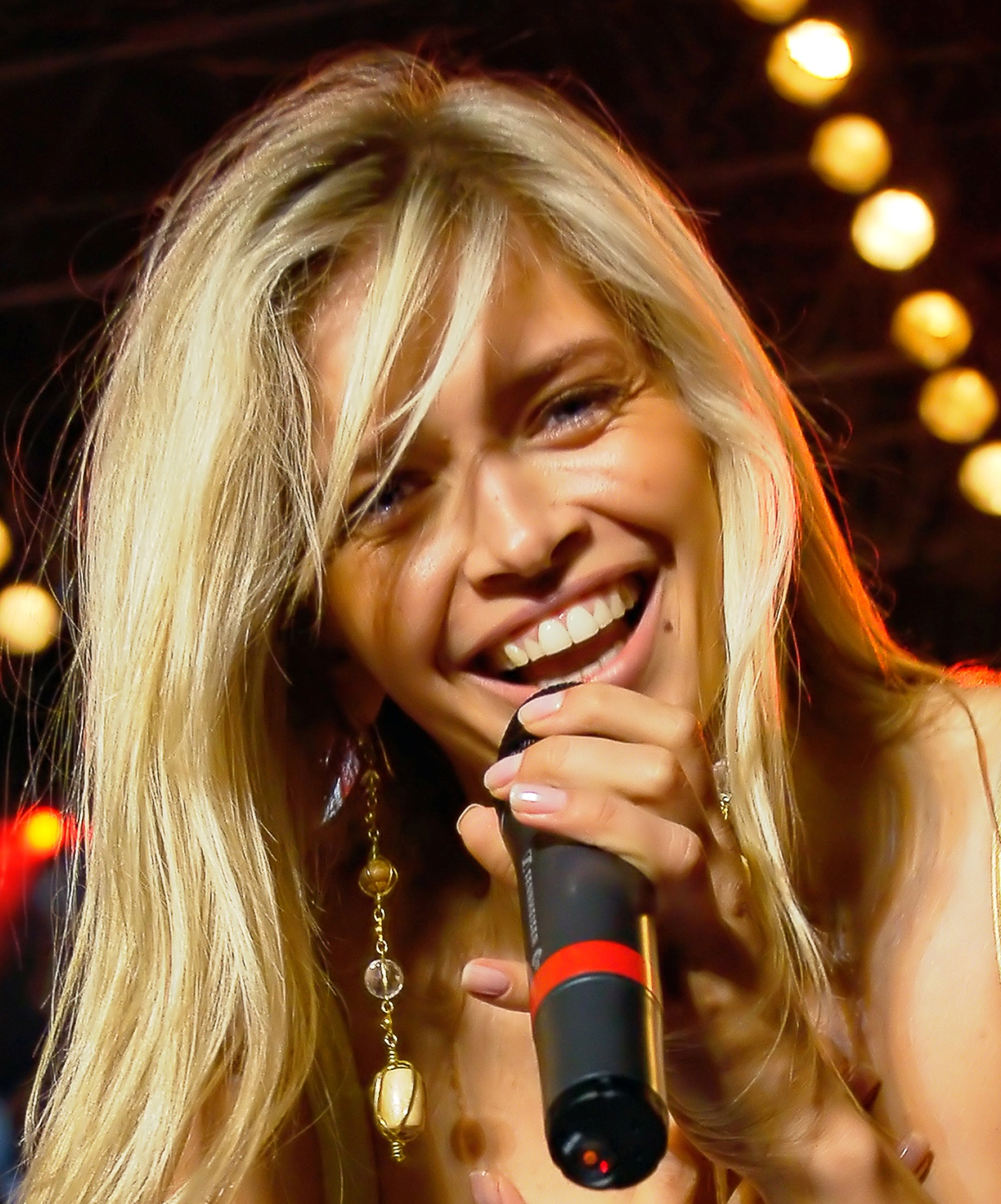
Віра Брежнєва

Наприкінці 2002 року Альона Вінницька збиралася йти з колективу. Після нового кастингу до «ВІА Гри» потрапила Віра Брежнєва, репетиції з якою почалися в листопаді 2002 року.

### 2003—2004
У січні 2003 року Олена Вінницька остаточно залишила проєкт. Так утворився склад Анна–Надія–Віра, де основною вокалісткою стала Анна Сєдокова. У лютому 2003 року вийшов відеокліп на пісню «Не оставляй меня, любимый!», що вважається одним із найкращих синглів за історію гурту. Пісня та кліп стали хітами 2003 року, композиція протрималася у хіт-парадах майже 7 місяців. У грудні 2009 року згідно з глядацьким голосуванням музичного телеканалу RU.TV відеокліп був визнаний найкращим російським кліпом десятиліття. 
Протягом 2003 року гурт також з'являвся на обкладинках багатьох українських та російських друкованих видань — EGO, «Афиша», «Неон», «Пингвин», Maxim, Play, «Отдохни!».
14 квітня 2003 року вийшов другий альбом гурту – «Стоп! Знято!», увесь перший запланований тираж якого був повністю замовлений за місяць до офіційної дати релізу. За перші 6 місяців було продано понад 500 000 екземплярів, за що альбом отримав нагороду «Золотий диск» від НФПФ. Цей успіх дозволив керівництву Sony Music назвати «ВІА Гра» найуспішнішим проєктом російського відділення лейблу, що вплинуло на ухвалення рішення про запис дебютного англомовного альбому колективу. 24 квітня 2003 року у московському розважальному комплексі Golden Palace відбулася презентація диску "Стоп! Знято!". Виступ та інтерв'ю гурту увійшли пізніше до однойменного DVD. 14 травня «ВІА Гра» вирушили до Ізраїлю, напередодні виходу диску «Стоп! Знято!», що став дебютним релізом лейблу Sony Music Russia в цій країні, де учасниці гурту дали інтерв'ю на радіо й телебаченні і виступили в телепередачі "Яцпан шоу" з піснею «Good morning, папа!». Також гурт взяв участь у фестивалі «З Росії з любов'ю». Після цього візиту ізраїльська співачка Roni Superstar випустила синглом кавер-версію пісні «Good morning, папа!» під назвою «Motek 2» (івр. ‏מותק 2‏‎).
У травні вийшов відеокліп «Убий мою подругу», зйомки якого проходили у київському клубі «Спліт». Кліп потрапив у «гарячу» ротацію на російському MTV (понад 50 показів на тиждень). У 2004 році, обговорюючи результати премії «Муз-ТВ 2004», інтернет-портал «Дні.ру» назвав кліп «Убий мою подругу» найкращим кліпом 2003 року, висловивши подив щодо його відсутності у списку номінантів.
5 червня колектив виступив в «Олімпійському» на премії «Муз-ТВ 2003» із піснею «Good morning, тату!». Цей виступ вважається найвідомішим за історію «ВІА Гра» – він досі входить до рейтингів найкращих виступів премії. Протягом усього 2003 року канал «Муз-ТВ» транслював його кілька разів на день. Оглядач «Газети» назвав виступ «…дивовижним фонтаном сексу та пристрасті, чудової музики та чудового вокалу, який виплеснули на двадцять тисяч глядачів три українські дівчини в легковажних діряних шатах». Описуючи премію як «фанерно-попсовий ярмарок, що не має жодних одкровень» Юрій Саприкін писав про виступ гурту: «…і раптом три фактурні дівчини починають буквально рвати себе на частини, раптом крізь увесь цей ляльковий „стриптиз з консумацією“ проривається енергетика стадіону; як кажуть, ніщо не віщувало». Максим Кононенко описував виступ як «щось зовсім […] термоядерне, непереборне, і через пару хвилин ти раптом розумієш, що перед тобою попгурт вищого європейського класу […] що все змінилося і ось цей виступ взагалі на очах змінює розуміння того, що таке виступ російського попгурту». Оглядачі сайту «Дні.ру» писали, що цим виступом гурт «увійшов до історії російськомовної попмузики».
Тим часом успіх альбому «Стоп! Знято!» у країнах СНД та Ізраїлі привів Sony Music до рішення вивести «ВІА Гру» на світовий ринок, і розпочався запис дебютного англомовного альбому. 10 червня у Південно-Східній Азії вийшов пробний тираж альбому «Стоп! Знято!», що розійшовся зі швидкістю, що перевищувала максимальні очікування компанії. 18 червня відбулася фотосесія для оформлення англомовного альбому. «…Гурт „ВІА Гра“ — найуспішніший з нових українських брендів, з піснями російською він завоював цього сезону весь російськомовний простір» — цитата із сюжету програми «Намедни» телекомпанії НТВ за 15 червня 2003 року. У серпні кліпи гурту можна було спостерігати на російському MTV кожні 35 хвилин, що є рекордом для того часу в Росії. Того ж місяця вийшов відеокліп «От таки справи», що є монтажем кадрів з фотосесії для альбому Stop! Stop! Stop!, виступи на презентації альбому «Стоп! Знято!», а також кадри із студії звукозапису. Однойменна пісня увійшла до збірки Russian Talend CD, додатку до американського журналу Music & Media, до якого увійшли треки російських музичних проєктів, що мають експортний потенціал. 4 вересня 2003 року гурт отримав премію «Стопудовий хіт» за пісню «Убий мою подругу», і її ж виконали на церемонії вручення в СК «Олімпійський», а також презентували сингл «Океан і три річки», записаний спільно з Валерієм Меладзе.
На наступний день, 5 вересня, «ВІА Гра» та Валерій презентували однойменний кліп на «Першому каналі». Зйомки кліпу проходили у серпні 2003 року на шостому павільйоні київської кіностудії імені Довженка[54]. У листопаді пісня «Океан і три річки» очолила російський радіочарт [55].
18 вересня 2003 року відбувся реліз дебютного англомовного альбому гурту V.I.A. «Gra» Stop! Stop! Stop! в Японії. Через три дні після початку продажів альбом був розпроданий тиражем понад 30 000 екземплярів[4][56]. Незабаром вийшов і кліп на пісню Stop! Stop! Stop!", що майже повністю повторює сюжет російськомовного кліпу «Стоп! Стоп! Стоп!», але зі складу, який знявся в оригінальному відео, залишилася лише Ганна Седокова. На підтримку альбому було випущено також промосингл «Kill My Girlfriend» (з англ.  —  «Убий мою подругу») та записана його япономовна версія «Ai No Wana»[56]. На початку жовтня колектив вирушив до Токіо. Група взяла участь у фотосесіях для місцевих видань, брала участь у ток-шоу, а також відвідала японський офіс Sony Music. Протягом трьох днів «ВІА Гра» дала 24 інтерв'ю і знялася для багатьох популярних глянцевих видань Японії, зокрема Voce, Frau, Sabra, Weekly Post, Relax, Tarzan, SPA, Friday, Flash, Tokyo Calendar, Cawaii[34][ 57] [58]. Відбулася прес-конференція гурту в Aoyama Diamond Hall. Кадри цих подій увійшли до відеоряду кліпу «Ai No Wana». 3 жовтня гурт дав концерт-презентацію альбому Stop! Stop! Stop! в токійському клубі Velfarre (англ.) рос.. Ця подія була відбита п'ятнадцятьма камерами основних телеканалів Японії [34] [57]. Sony Music запустив велику промокампанію в 14 країнах Південно-Східної Азії на підтримку альбому і незабаром отримав «золоту» сертифікацію на Тайвані та Гонконгу, а також «платинову» — в Таїланді[4].
Успіх групи в чартах Японії призвів до загрози судового позову від виробників медичного препарату «Віагра», і керівництво Sony Music дало вказівку вилучити тираж альбому Stop! Stop! Stop! із продажу. Група взяла псевдонім Nu Virgos (у перекладі — «Оголені діви»). Як і у випадку з оригінальною назвою, тут є гра слів — «nu» («оголені»), співзвучно слову «new» («нові»).
У листопаді 2003 року вийшов спецвипуск японського видання Playboy, присвячений 50-річчю журналу, з фотосесією групи, а вже у лютому 2004 року колектив з'явився в журналі з новою фотосесією[59]. У листопаді тріо вкотре взяло участь у телепередачі «Тотальне шоу» та презентувало свою нову пісню «Біологія». 10 листопада 2003 року вийшла DVD-збірка «Стоп! Знято!». Він містив всі російськомовні кліпи групи, що існували на той момент, у тому числі й англомовне відео «Stop! Stop! Stop!». Як доповнення на DVD була присутня відеоверсія презентації альбому "Стоп! Знято! ". 12 листопада відбувся реліз альбому «Біологія». Того ж дня на Новому Манежі в Москві відбулася його презентація. Там же гурт отримав нагороду «Золотий диск» від «Національної Федерації виробників фонограм» за свої попередні альбоми «Спроба № 5» та "Стоп! Знято! ". Після презентації тріо вирушило до гастрольного туру з новою програмою «Біологія», в ході якого з листопада 2003 року по травень 2004 було дано понад 100 концертів у Росії, Білорусії, Україні, Казахстані, Латвії, Вірменії, Литві, Німеччині, Ізраїлі та Естонії. Паралельно з цими гастролями у Південно-Східній Азії та Скандинавії пройшли виступи на підтримку англомовного альбому Stop! Stop! Stop!. Незважаючи на відсутність попередньої реклами, альбом «Біологія» незабаром став лідером продажів Sony Music Russia, а пізніше отримав нагороду «Золотий диск» від НФПФ. Альбом був добре зустрінутий критиками і став лідером продажів 2003 року. В Ізраїлі диск став одним із лідерів продажу лейблу NMC за підсумками першого півріччя 2004 року, поступившись лише іншому диску групи ВІА Гра, DVD «Стоп! Знято». За даними російського видання авторитетного музичного журналу Billboard загальні продажі альбому за перші шість місяців у СНД склали близько 1,3 млн копій. 
У грудні 2003 року гурт отримав приз фестивалю «Пісня року» (російська та українська) за пісні «Не залишай мене, коханий!», «Убий мою подругу» та «Океан і три річки» (спільно з Валерієм Меладзе), а також « Золотий грамофон» за композицію «Не залишай мене, коханий!». Цього року, згідно з правилами хіт-параду «Золотий грамофон», гурт у її «золотому складі» міг виконати одразу три композиції, що пройшли у фінал — хіт «Не залишай мене, коханий!», дуетну «Океан і три річки» з Валерієм Меладзе і дуетну «Я не зрозуміла» з Вєркою Сердючкою, проте перевагу віддали сольній пісні. Напередодні Нового року група взяла участь у різних фестивалях та телешоу, таких як «Вища ліга», «Фабрика зірок», «Новорічна ніч на Першому каналі» та багатьох інших, а також у новорічних комедійних фільмах «Покоління СТС» та «Новорічний пограбування» «Наприкінці 2003 року стала вельми поширеною в пресі інформація про те, що група планує представляти Росію на конкурсі „Євробачення-2004“. Коментуючи це, Анна Седокова в інтерв'ю передачі „Тотальне шоу“ сказала, що у разі участі гурту у конкурсі „… ми нарешті покажемо, як же мають цілуватися люди, які кохають одне одного“, натякаючи на участь гурту „Тату“ у „Євробаченні“. 2003». Незабаром після цього директор музичного мовлення «Першого каналу» Юрій Аксюта спростував інформацію про участь «ВІА Гри» у конкурсі, а широке поширення цього слуху пов'язав із «колосальним успіхом» тріо у 2003.
30 січня гурт виступив на щорічній церемонії вручення «ZD Awards», де отримав нагороду в номінаціях «Найсексуальніший артист року» та «Група року». У лютому 2004 року відбулися зйомки другого дуетного кліпу з Валерієм Меладзе на пісню «Тяжіння більше немає». Однойменна пісня 9 тижнів поспіль очолювала чарт «Russia Top 100» і була визнана найпопулярнішою піснею 2004 року в Росії, згідно з підсумковим чартом газети «Комерсант». У 2010 році журнали «Афіша» та російський «Billboard» включили композицію до своїх списків головних пісень десятиліття, що минає, а журнал «Вогник» у статті про ювілей групи «ВІА Гра» 2010 року назвав «Притягнення більше ні» «найкращим синглом і кліпом» групи «ВІА Гра», створені «найкращим і найсексапільнішим складом групи (мався на увазі „золотий“ склад)». Паралельно з «Тяжіння більше немає» в радіоротацію була випущена пісня «Не треба» з альбому «Біологія», що зуміла без промо (ТВ-виступів і відеокліпу) дістатися 13-го рядка Russian Airplay Chart. 
У березні 2004 року відбувся реліз синглу «Stop! Stop! Stop!» та однойменного альбому у країнах Скандинавії. На підтримку альбому також було випущено VCD-збірку кліпів гурту Nu Virgos: MV Collection. У норвезьких національних чартах продажів сингл «Stop! Stop! Stop!» дістався до 11-го рядка, альбом — до 20-го. У Фінляндії альбом посів 6-те, а сингл — 3-е місце в офіційному чарті продажів, протримавшись у верхній десятці шість тижнів. Загалом у Europe Official Top 100 сингл посів 32-е місце, а у Web Top 100 — 5-те. Загальний продаж альбому «Stop! Stop! Stop!» становили понад 2 млн копій. У цей же час у китайської співачки Джолін Цай вийшов альбом англійською «Castle», що включав кавер-версію пісні «Stop! Stop! Stop!» під назвою «Love Love Love», виконану співачкою китайською (путунхуа) мовою, а співачка Ванги Танг випустила свій кавер під оригінальною назвою «Stop! Stop! Stop!» у своєму альбомі «Glass Shoes». 29 березня група взяла участь у фестивалі танцювальної музики «Бомба року-2004», де отримала нагороду за хіти «Я не зрозуміла» та «Убий мою подругу». Група номінована на премію «Муз-ТВ 2004» у категоріях «Найкращий дует» (за пісні «Океан і три річки» спільно з Валерієм Меладзе та «Я не зрозуміла» спільно з Вєркою Сердючкою) та «Найкраща поп-група»[77]. Також у квітні у кількох російських містах відбувся спільний концертний міні-тур ВІА Гри та Валерія Меладзе[78]. Гурт на концерті у липні 2004 (зліва направо: Н. Грановська, С. Лобода, В. Брежнєва) У травні 2004 року, через вагітність, із групи пішла Ганна Седокова[79][80]. Новина про звільнення Седокової викликала шок у фанатів групи. У той же час деякі журналісти поставилися до новини про звільнення Сєдокової скептично, вважаючи це черговим піар-ходом представників колективу: «Догляд явно уявний: пробіжить по мас-медіа інформаційна „змійка“, шанувальники поплачуть-наголосять — мовляв, найкраща дівчина у ВІ була, як без неї, ах! — Коротше, повернися, не покидай нас, Аня! Вона подумає — і нібито повернеться „на численні прохання“. Ми до таких „доглядів“ зірок звикли»[81]. Проте керівництво групи в екстреному порядку шукало Ганні заміну, і незабаром представило публіці нову солістку — Світлану Лободу[79][82]. Однак заміна не вийшла рівнозначною. Музичний оглядач «Газети» Максим Кононенко в огляді звітного концерту «Фабрики зірок-4», де відбувся один із перших виступів гурту зі Світланою Лободою, назвав відхід Седокової «трагічним», «…під час концерту у групі „ВІА Гра“ замість Ганни Седокової виступала інша дівчина. Теж, звичайно, руда, але, крім цього, нічим і віддалено не нагадує стрімку і нестримну душу кращої жіночої групи слов'янського світу». «…будемо сподіватися, що цей відхід має природні та тимчасові причини. Тому що уявити собі „ВІА Гру“ без Сєдокової я особисто не можу» — додав Максим[83]. Перша велика поява нової учасниці групи, Світлани Лободи, перед публікою відбулася 4 червня 2004 на «Премії Муз-ТВ-2004»[84], де колектив отримав нагороду в номінаціях «Кращий дует» та «Найкраща поп-група»[85]. Факт того, що нагороду гурт отримував у новому складі, викликав негативну реакцію Анни Седокової[86], шанувальників групи, глядачів у залі[9] та деяких музичних критиків, які припустили, що відхід Седокової приведе до забуття колективу. «Уявляєте, багатотисячний натовп „Олімпійського“, а на сцені немає такої коханої Ані Сєдокової» — прокоментував це пізніше Дмитро Костюк[9]. Інтернет-портал «Дні.ру», назвавши перемогу «ВІА Гри» у номінації «Найкраща поп-група» «найвищим чином справедливим вибором», різко засудив продюсерів групи, які не запросили на церемонію вручення Седокову, додавши, що "для успіху групи [Сєдокова] зробила, мабуть, не менше, ніж Костянтин Меладзе "[48]. Після відходу Сєдокової та приходу нової учасниці виникли проблеми з гастрольним графіком групи, зокрема, деякі глядачі відмовлялися викуповувати заброньовані квитки, дізнавшись про заміну у складі[87]. Було скасовано сольні концерти групи у СК «Олімпійський» у Москві та національному палаці мистецтв «Україна» у Києві, а також кілька рекламних кампаній за участю групи[9]. Закордонні гастролі гурту на підтримку альбому «Stop! Stop! Stop» також викликали непорозуміння[8]. Для всіх реклам та афіш виступів групи в ході них продовжували використовувати фотографії та кліпи попереднього складу[4][9]. Іноземні глядачі такою заміною також залишилися незадоволені[4]. За словами Дмитра Костюка, збитки від цієї заміни коштували групі в «десятки мільйонів доларів»[9]. У травні 2004 року було знято відеокліп на пісню «Біологія»[88], що викликав досить неоднозначну реакцію серед глядачів[89], а версія пісні з голосом нової солістки, Світлани, що надійшла в радіоротацію, змогла дістатися лише до 42 рядка в чарті Russia Top 10. Світлану «не прийняли» шанувальники, які відразу проводили аналогії між нею та Анною Сєдоковою, а також критикували її поведінку. Гурт продовжив виступати в різних телевізійних програмах, зокрема в «Тотальному шоу», а також у третьому мюзиклі зі своєю участю — «Сорочинський ярмарок»[90][91]. Пізніше пісня з цього мюзиклу вийшла в одній із збірок пісень гурту. Невдоволення Світланою наростало і було вирішено з нею розлучитися[27][92]. На місце Лободи взяли Альбіну Джанабаєву, яка тривалий час пропрацювала на бек-вокалі у Валерія Меладзе і, як пізніше з'ясувалося, що мала з ним спільну дитину[93], що потрапила до групи за його «рекомендацією»[94]. Про заміну у складі Дмитро Костюк розповів у короткому інтерв'ю газеті «Комсомольська правда», відмовившись при цьому називати прізвище та вік нової учасниці[95][96]. Світлана Лобода в одному з численних скандальних інтерв'ю з приводу свого відходу сказала, що замінили її на дівчину набагато старшою[95]. Преса зазначала, що продюсер цього разу був стриманим в оцінці збитків, зазнаних внаслідок чергових пертурбацій — «Адже, коли навесні з групи пішла Аня, він мало не зі сльозами на очах скаржився, скільки грошей довелося викинути на вітер, щоб переписати композиції, перешити костюми, перезняти кліпи», згадує українська газета «Сегодня»[97]. Незабаром новий склад почав працювати і відразу викликав уїдливі коментарі журналістів щодо зовнішнього вигляду нової солістки[98] та її невідповідності сексуальному іміджу группы[99][100]. У творчому плані новий склад також піддався критиці — один із перших виступів з Джанабаєвою, на творчому вечорі Валерія Меладзе, «Московський комсомолець» назвав «халтурою» та «знущанням над публікою»[101] через низьку якість хореографії та співу гурту[102 ]. Фанати також важко прийняли нову учасницю: «Почавши працювати у „ВІА Гре“ я взяла звичку заходити в Інтернеті на сайти наших шанувальників і читати, що ж про мене пишуть. Іноді фанати писали таке, що доводило мене до сліз, до нервового зриву» — говорила Джанабаєва [103]. Наприкінці 2004 року вийшов кліп «Світ, про який я не знала до тебе», а також його англомовна версія — Take You Back. Sony Music, однак, вирішили не ризикувати, і на закордонних телеканалах кліп не вийшов, а гастролі не були продовжені. У жовтні гурт отримав нагороду на церемонії RMA-04 за пісню «Тяжіння більше немає», виконану з Валерієм Меладзе[104]. За цю пісню 11 грудня 2004 року виконавці отримали «Золотий грамофон»[105]. Підбиваючи підсумки року, інтернет-портал «Дні.ру» та «Буржуазний журнал» зазначили, що серед російських жіночих поп-груп «ВІА Гра» у 2004 році непомітно відійшла на другий план, вказавши серед причин цього часті зміни складу, відхід Ганни Седокової, Яка, як писало видання, «зробила групу дійсно суперпопулярною» і дивну рекламну політику компанії Sony Music Russia щодо альбому «Біологія», яка практично не займалася його промо[106].

### Закриття
23 травня 2025 року продюсер колективу Костянтин Меладзе на своїй сторінці в Instagram повідомив, про остаточний розпад гурту.

## Склад
| Період                        | Склад            | Склад              | Склад                 |
| ----------------------------- | ---------------- | ------------------ | --------------------- |
| вересень 2000 — квітень 2002  | Альона Вінницька |                    | Надія Грановська      |
| квітень 2002 — листопад 2002  | Альона Вінницька | Ганна Сєдокова     | Тетяна Найник         |
| листопад 2002 — січень 2003   | Альона Вінницька | Ганна Сєдокова     | Надія Грановська      |
| січень 2003 — травень 2004    | Віра Брежнєва    | Ганна Сєдокова     | Надія Грановська      |
| травень — вересень 2004       | Віра Брежнєва    | Світлана Лобода    | Надія Грановська      |
| вересень 2004 — січень 2006   | Віра Брежнєва    | Альбіна Джанабаєва | Надія Грановська      |
| січень 2006 — квітень 2006    | Віра Брежнєва    | Альбіна Джанабаєва | Христина Коц-Готліб   |
| квітень 2006 — квітень 2007   | Віра Брежнєва    | Альбіна Джанабаєва | Ольга Романовська     |
| квітень 2007 — липень 2007    | Віра Брежнєва    | Альбіна Джанабаєва | Меседа Багаудінова    |
| липень 2007 — березень 2008   |                  | Альбіна Джанабаєва | Меседа Багаудінова    |
| березень 2008 — січень 2009   | Тетяна Котова    | Альбіна Джанабаєва | Меседа Багаудінова    |
| січень 2009 — березень 2010   | Тетяна Котова    | Альбіна Джанабаєва | Надія Грановська      |
| березень 2010 — листопад 2011 | Єва Бушміна      | Альбіна Джанабаєва | Надія Грановська      |
| грудень 2011 — червень 2013   | Єва Бушміна      | Альбіна Джанабаєва | Санта Дімопулос       |
| червень 2013 — жовтень 2013   | Єва Бушміна      | Альбіна Джанабаєва |                       |
| жовтень 2013 — березень 2018  | Еріка Герцеґ     | Міша Романова      | Анастасія Кожевнікова |
| квітень 2018 — вересень 2018  | Еріка Герцеґ     | Ольга Меганська    | Анастасія Кожевнікова |
| вересень 2018 — жовтень 2020  | Еріка Герцеґ     | Ольга Меганська    | Уляна Сінецька        |
| Жовтень 2020 — Лютий 2022     | Ксенія Попова    | Софія Тарасова     | Уляна Сінецька        |
| Гурт Дмитра Костюка           |                  |                    |                       |
| липень 2013 — жовтень 2013    | Даша Медова      |                    | Даша Ростова          |
| жовтень 2013 — березень 2014  | Даша Медова      | Айна Вільберг      | Даша Ростова          |
| травень 2014 — березень 2015  | Ірина Островська | Олена Толстоногова | Даша Ростова          |

## Дискографія

### Студійні альбоми
- 2001: Попытка № 5
- 2003: Стоп! Снято!
- 2003: Stop! Stop! Stop!
- 2003: Биология
- 2007: L.M.L.

### Збірки пісень
- 2005: Бриллианты
- 2006: ВИА Гра. MP3 Collection
- 2007: Поцелуи
- 2008: Эмансипация
- 2008: Лучшие песни
- 2014: MP3 play. Музыкальная коллекция
- 2015: Всё лучшее в одном

### DVD і VCD
- Стоп! Снято! (DVD) (2003)
- Nu Virgos: MV Collection (2004)
- Video Бриллианты (2007)

## Відеографія
| Рік  | Кліп                                              | Режисер           | Склад                                   |
| ---- | ------------------------------------------------- | ----------------- | --------------------------------------- |
| 2000 | Попытка № 5                                       | Макс Паперник     | А Вінницька, Н Грановська               |
| 2000 | Обними меня                                       | Семен Горов       | А Вінницька, Н Грановська               |
| 2001 | Бомба                                             | Ігор Іванов       | А Вінницька, Н Грановська               |
| 2001 | Я не вернусь                                      | Макс Паперник     | А Вінницька, Н Грановська               |
| 2002 | Стоп! Стоп! Стоп!                                 | Семен Горов       | А Вінницька, Г Сєдокова, Т Найник       |
| 2002 | Good morning, папа!                               | Семен Горов       | А Вінницька, Г Сєдокова, Н Грановська,  |
| 2003 | Не оставляй меня, любимый! (рос.)(англ.)          | Семен Горов       | Г Сєдокова, Н Грановська, В Брежнєва    |
| 2003 | Убей мою подругу                                  | Семен Горов       | Г Сєдокова, Н Грановська, В Брежнєва    |
| 2003 | Океан и три реки (разом із Валерієм Меладзе)      | Семен Горов       | Г Сєдокова, Н Грановська, В Брежнєва    |
| 2003 | Stop! Stop! Stop! (англ.)                         | Семен Горов       | Г Сєдокова, Н Грановська, В Брежнєва    |
| 2004 | Притяженья больше нет (разом із Валерієм Меладзе) | Семен Горов       | Г Сєдокова, Н Грановська, В Брежнєва    |
| 2004 | Биология                                          | Семен Горов       | Н Грановська, В Брежнєва, С Лобода      |
| 2004 | Мир, о котором я не знала до тебя (рос.)(англ.)   | Семен Горов       | Н Грановська, В Брежнєва, А Джанабаєва  |
| 2005 | Нет ничего хуже (разом із ТНМК) (рос.)(англ.)     | Семен Горов       | Н Грановська, В Брежнєва, А Джанабаєва  |
| 2005 | Бриллианты                                        | Семен Горов       | Н Грановська, В Брежнєва, А Джанабаєва  |
| 2006 | Обмани, но останься (рос.)(англ.)                 | Семен Горов       | В Брежнєва, А Джанабаєва, Х Коц-Готліб  |
| 2006 | Л.М.Л. (рос.)(англ.)                              | Алан Бадоєв       | В Брежнєва, А Джанабаєва, О Романовська |
| 2006 | Цветок и нож                                      | Алан Бадоєв       | В Брежнєва, А Джанабаєва, О Романовська |
| 2007 | Поцелуи                                           | Алан Бадоєв       | А Джанабаєва, М Багаудинова             |
| 2008 | Я не боюсь                                        | Алан Бадоєв       | А Джанабаєва, М Багаудинова, Т Котова   |
| 2008 | My emancipation                                   | Алан Бадоєв       | А Джанабаєва, М Багаудинова, Т Котова   |
| 2008 | Американская жена                                 | Роман Васьянов    | А Джанабаєва, М Багаудинова, Т Котова   |
| 2009 | Анти-гейша                                        | Алан Бадоєв       | А Джанабаєва, Т Котова, Н Грановська    |
| 2009 | Сумасшедший                                       | Сергій Солодкий   | А Джанабаєва, Т Котова, Н Грановська    |
| 2010 | Пошёл вон                                         | Алан Бадоєв       | А Джанабаєва, Н Грановська, Є Бушміна   |
| 2010 | День без тебя                                     | Сергій Солодкий   | А Джанабаєва, Н Грановська, Є Бушміна   |
| 2012 | Алло, мам!                                        | Алан Бадоєв       | А Джанабаєва, Є Бушміна, С Дімопулос    |
| 2013 | Жива                                              | Сергей Ткаченко   | Д Медова, Д Ростова                     |
| 2013 | Перемирие                                         | Алан Бадоєв       | Е Герцег, М Романова, А Кожевнікова     |
| 2014 | У меня появился другой (разом із Вахтангом)       | Сергій Солодкий   | Е Герцег, М Романова, А Кожевнікова     |
| 2014 | Кислород (разом із Мот)                           | Олексій Купріянов | Е Герцег, М Романова, А Кожевнікова     |
| 2015 | Это было прекрасно                                | Сергій Солодкий   | Е Герцег, М Романова, А Кожевнікова     |
| 2015 | Так сильно                                        | Сергій Солодкий   | Е Герцег, М Романова, А Кожевнікова     |
| 2016 | Кто ты мне?                                       | Сергей Ткаченко   | Е Герцег, М Романова, А Кожевнікова     |
| 2017 | Моё сердце занято                                 | Сергей Ткаченко   | Е Герцег, М Романова, А Кожевнікова     |
| 2018 | Я полюбила монстра                                | Хиндрек Маасик    | Е Герцег, О Меганська, У Сінецька       |
| 2019 | ЛюбоЛь                                            | Заур Засеев       | Е Герцег, О Меганська, У Сінецька       |
| 2019 | 1+1                                               | Сергій Солодкий   | Е Герцег, О Меганська, У Сінецька       |
| 2020 | Рикошет                                           | Станіслав Морозов | У. Сінецька, С. Тарасова, К. Попова     |
| 2021 | Манекен                                           | Алан Бадоєв       | У. Сінецька, С. Тарасова, К. Попова     |

## Фільмографія
- Вечори на хуторі біля Диканьки (музична комедія, 2001 рік) — Альона Вінницька, Надія Мейхер
- Попелюшка (музична комедія, 2002 рік) — Альона Вінницька, Надія Мейхер, Ганна Сєдокова
- Новорічна ніч 2004 на Першому (новорічний мюзикл, 2003 рік) — Віра Брежнєва, Ганна Сєдокова, Надія Мейхер
- Покоління СТС (новорічний мюзикл, 2003 рік) — Віра Брежнєва, Ганна Сєдокова, Надія Мейхер
- Новорічне пограбування (телевізійна комедія, 2003 рік) — Віра Брежнєва, Ганна Сєдокова, Надія Мейхер
- Сорочинський ярмарок (музична комедія, 2004 рік) — Віра Брежнєва, LOBODA, Надія Мейхер
- Перший вдома 2007 (новорічний мюзикл, 2006 рік) — Віра Брежнєва, Альбіна Джанабаєва, Ольга Романовська
- Тримай мене міцніше (рос. Держи меня крепче) (телевізійний серіал, 2007 рік) — Альбіна Джанабаєва, Меседа Багаудинова
- Новорічна ніч 2009 на Першому (новорічний мюзикл, 2008 рік) — Тетяна Котова, Альбіна Джанабаєва, Меседа Багаудинова
- Новорічна ніч 2013 на Першому (новорічний мюзикл, 2012 рік) — Альбіна Джанабаєва та Єва Бушміна (з екс-учасницями гурту — Ганною Сєдоковою та Меседою Багаудиновою)
- The Best 2014 на НТВ (новорічний мюзикл, 2013 рік) — Еріка Герцеґ, Міша Романова та Анастасія Кожевникова

## Відзнаки та нагороди
- 8 нагород «Золотий Грамофон» у номінації «Пісня року» (2001, 2003—2009, 2014);
- 2 нагороди «Стопудовий хіт» у номінації «Хіт року» (2001, 2003);
- 2 нагороди «Золота Жар-птиця» в номінаціях «Відкриття року» та «Найкраща пісня року» (2001);
- 10 нагород російської «Пісні року» (2002—2008);
- 5 нагороди української «Пісні року» (2003, 2006, 2014);
- 7 нагород і 6 номінувань Премії Муз-ТВ як «Найкращий дует» (2004—2005), «Найкращий поп-гурт» (2004—2009), «Найкраще відео» (2007—2009), «Найкращий альбом» (2008);
- 3 нагороди та 12 номінувань Russian Music Awards як «Найкращий відео» (2004, 2006—2007), «Найкращий композиція» (2004), «Найкращий гурт» (2004—2007), «Найкращий поп-проєкт» (2004, 2006), «Найкращий артист» (2004—2005, 2007), «Секс» (2008) і «Найкращий саундтрек» (2009);
- 1 нагорода MUSICBOX у номінації «Розкрутка року» (2014).
- 2 номінації музичної премії «JUNA [Архівовано 9 квітня 2022 у Wayback Machine.]»: «Найкраща пісня», «Найкращий дует», (2014).